# 김세현 (야구인)
김세현(金勢玹, 1987년 8월 7일 ~ )은 전 KBO 리그 SSG 랜더스의 투수이다. 개명 전 이름은 '김영민(金榮敏)'이다. 2015년 12월 8일에 개명했고, 권세 세(勢)에 옥돌 현(玹)을 사용했다. 투병 후 더욱 단단해지겠다는 마음가짐을 이름에 담았다. 왼손잡이지만 공을 던질 때는 오른손으로 던진다.

## 선수 시절

### 현대 유니콘스시절
덕수정보산업고등학교를 졸업하고 2006년에 2차 2라운드 지명을 받아 계약금 1억원을 받고 입단했다. 2007년부터 1군에 올라왔다. 제구력이 불안한 점이 단점으로 지적받았는데, 이 해 3점대 평균자책점을 기록해 가능성을 보였다. 150km/h 중·후반의 빠른 직구가 장점이다. 그러나 제구력이 약한게 단점이었다.

### 넥센 히어로즈시절
2007년 시즌을 끝으로 현대 유니콘스가 해체됐고, 선수단을 승계해 새로 창단한 팀에서 혹독한 2년차를 겪었고 2008년과 2009년에 뚜렷한 활약이 없었다. 2009년 18경기에 등판해 1승 3패, 5점대 평균자책점을 기록했다. 당시 감독이었던 김시진이 강윤구와 함께 선발진에 진입할 만한 선수로 꼽았고 당시 투수 코치였던 정민태도 가능성을 인정했다. 코칭스태프들도 그에게 거는 기대가 컸으나, 2010년 1월 4일에 개인 훈련 중 무릎 십자 인대가 파열돼 2010년 시즌에는 1군에 올라오지 못하고 재활했으며, 이로 인해 병역이 면제됐다. 재활 후 2011년에 복귀해 2011년 6월 16일 두산전에서 데뷔 첫 선발 승을 기록했다. 그러나 무릎 부상이 재발해 8경기 출장에 그친 채 다시 엔트리에서 빠졌다.
2015년 9월 5일, SK 와이번스와의 경기에서 9이닝 5피안타, 3탈삼진, 2사사구, 무실점으로 호투하며 데뷔 첫 완봉승을 기록했다. 그러나 갑작스럽게 만성 골수성 백혈병에 걸려 시즌 아웃됐다.
2016년 시즌에는 손승락이 FA를 통해 롯데 자이언츠로 이적해 그가 마무리 투수를 맡았고, 2016년 4월 6일 한화 이글스와의 경기에서 통산 첫 세이브를 기록했다. 마무리 투수로 전환한 첫 시즌에서 세이브왕을 달성했다.
2016년 시즌 후 KBO 시상식에서 세이브상을 수상했다.

### KIA 타이거즈시절
2017년 7월 31일 당시 넥센 히어로즈 소속이었던 그와 유재신, KIA 타이거즈 소속이었던 이승호, 손동욱의 2:2 트레이드로 이적하였다.

### SK 와이번스&SSG 랜더스시절
2020년 KBO 리그 2차 드래프트를 통해 이적하였다. 2021년 5월 11일에 방출됐다.

## 출신 학교
- 서울도신초등학교
- 우신중학교
- 덕수정보산업고등학교

## 통산 기록
| 연도 | 팀명     | 평균자책점 | 경기 | 완투 | 완봉 | 승 | 패 | 세 | 홀 | 승률  | 타자 | 이닝  | 피안타 | 피홈런 | 볼넷 | 사구 | 탈삼진 | 실점 | 자책점 |
| ---- | -------- | ---------- | ---- | ---- | ---- | -- | -- | -- | -- | ----- | ---- | ----- | ------ | ------ | ---- | ---- | ------ | ---- | ------ |
| 2007 | 현대     | 3.48       | 20   | 0    | 0    | 1  | 0  | 0  | 0  | 1.000 | 143  | 33.2  | 30     | 3      | 15   | 1    | 18     | 13   | 13     |
| 2008 | 우리     | 7.04       | 11   | 0    | 0    | 1  | 2  | 0  | 0  | 0.333 | 117  | 23    | 39     | 1      | 11   | 1    | 12     | 22   | 178    |
| 2009 | 히어로즈 | 5.94       | 18   | 0    | 0    | 1  | 3  | 0  | 0  | 0.250 | 220  | 47    | 54     | 4      | 28   | 3    | 37     | 36   | 31     |
| 2011 | 넥센     | 5.96       | 8    | 0    | 0    | 2  | 2  | 0  | 0  | 0.500 | 111  | 22.2  | 27     | 1      | 15   | 5    | 10     | 17   | 15     |
| 2012 | 넥센     | 4.69       | 30   | 0    | 0    | 5  | 9  | 0  | 0  | 0.357 | 554  | 121   | 143    | 9      | 70   | 3    | 90     | 68   | 63     |
| 2013 | 넥센     | 5.15       | 29   | 0    | 0    | 5  | 5  | 0  | 0  | 0.500 | 455  | 101.1 | 119    | 7      | 48   | 3    | 55     | 62   | 58     |
| 2014 | 넥센     | 8.00       | 34   | 0    | 0    | 5  | 2  | 0  | 2  | 0.714 | 220  | 45    | 62     | 3      | 29   | 5    | 33     | 43   | 40     |
| 2015 | 넥센     | 4.38       | 57   | 1    | 1    | 4  | 5  | 0  | 6  | 0.444 | 389  | 90.1  | 90     | 14     | 28   | 7    | 85     | 47   | 44     |
| 2016 | 넥센     | 2.60       | 62   | 0    | 0    | 2  | 0  | 36 | 0  | 1.000 | 254  | 62.1  | 66     | 2      | 7    | 0    | 50     | 19   | 18     |
| 2017 | KIA      | 5.40       | 48   | 0    | 0    | 1  | 5  | 18 | 7  | 0.167 | 230  | 50    | 65     | 4      | 15   | 2    | 47     | 31   | 30     |
| 2018 | KIA      | 6.75       | 40   | 0    | 0    | 1  | 6  | 4  | 0  | 0.143 | 191  | 40    | 56     | 4      | 17   | 2    | 32     | 32   | 30     |
| 2019 | KIA      | 6.23       | 10   | 0    | 0    | 0  | 2  | 0  | 0  | 0.000 | 48   | 8.2   | 11     | 0      | 9    | 2    | 5      | 8    | 6      |
| 2020 | SK       | 5.79       | 42   | 0    | 0    | 2  | 0  | 1  | 7  | 1.000 | 187  | 42    | 44     | 7      | 22   | 1    | 35     | 28   | 27     |
| 2021 | SSG      | 10.38      | 5    | 0    | 0    | 0  | 0  | 0  | 0  | -     | 28   | 4.1   | 9      | 0      | 7    | 0    | 5      | 5    | 5      |
| 통산 | 14시즌   | 5.18       | 414  | 1    | 1    | 30 | 41 | 59 | 22 | 0.423 | 3147 | 691.1 | 815    | 59     | 321  | 35   | 514    | 431  | 398    |